# Mustajärvi (Karesuando socken, Lappland, 759743-178277)
Mustajärvi är en sjö i Kiruna kommun i Lappland och ingår i Torneälvens huvudavrinningsområde. Sjön har en area på 0,0681 kvadratkilometer och ligger 349 meter över havet.

## Delavrinningsområde
Mustajärvi ingår i det delavrinningsområde (759748-178226) som SMHI kallar för Mynnar i Paankijoki. Medelhöjden är 351 meter över havet och ytan är 5,42 kvadratkilometer. Räknas de 3 avrinningsområdena uppströms in blir den ackumulerade arean 26,51 kvadratkilometer. Ruodusjoki som avvattnar avrinningsområdet har biflödesordning 6, vilket innebär att vattnet flödar genom totalt 6 vattendrag innan det når havet efter 403 kilometer. Avrinningsområdet består mestadels av skog (92 procent). Avrinningsområdet har 0,07 kvadratkilometer vattenytor vilket ger det en sjöprocent på 1,3 procent.